# Adrian Serioux
Adrian Serioux, né le 12 mai 1979 à Scarborough, Ontario, est un ancien joueur international canadien de soccer d'origine trinidadienne.

## Carrière en club
Après avoir joué au soccer universitaire pour l'Université de New Haven, Serioux commence sa carrière professionnelle avec les Lynx de Toronto en A-League. Il va ensuite en Angleterre pour rejoindre Millwall. Serioux est connu pour avoir fait une des plus longues passes en sport. Ainsi, il a marqué un but depuis la touche de la ligne médiane contre Leicester City.

### Major League Soccer
Serioux rejoint la Major League Soccer en mars 2006, signant avec les New York MetroStars. Il quitte l’Angleterre pour soigner sa mère malade. Malgré tout, il n’a jamais joué pour le club, et est acheté par le Dynamo de Houston en échange de Danny O'Rourke avant que la saison ne commence. Après une saison avec Houston, où Serioux a aidé l’équipe à atteindre et remporter la Coupe MLS, le Toronto FC acquiert ses droits en 2006. Il reste alors quelques heures avec Toronto avant d’être échangé contre Ronnie O'Brien au FC Dallas. Il ne joua que dix rencontres à cause d’une grave blessure. 
En mai 2008, Serioux reçoit une amende de 1 000 $ pour un tacle dangereux sur David Beckham, après avoir dit au journal The Sun que lui et quelques autres joueurs pourraient le blesser volontairement en raison de son salaire jugé décent et son exposition médiatique.
Le 24 février 2009, Serioux est de nouveau recruté par le Toronto FC où il participe à une trentaine de rencontres. Le contrat de Serioux n’étant pas renouvelé par le Toronto FC pour la saison 2010, le Dynamo de Houston reprend ses droits pour une troisième saison à l'issue de laquelle il déclare sa retraite sportive.

## Carrière internationale
Il fait des débuts pour le Canada en août 2004 pour une rencontre de qualifications pour la Coupe du monde 2006 contre le Guatemala. Durant l'ensemble de sa carrière internationale, il participa à 19 rencontres, inscrivant 1 but contre le Honduras le 6 septembre 2008.

## Palmarès
- 1 MLS Cup (2006) : Dynamo Houston

- 1 championnat Canadien (2009) : Toronto FC